# Olga Trifonova
Pour les articles homonymes, voir Trifonova.
Olga Trifonova est une danseuse de pole dance, championne du monde 2013 catégorie junior. Elle est née en 2003. Depuis, elle continue à faire évoluer le monde la pole dance et donne de nombreux workshops dans le monde entier. Son style se caractérise maintenant par du static dynamique mais aussi du heels. Elle enseigne maintenant la pole dance au studio Epic Training Center mais aussi online.  

## Biographie
Olga Trifonova naît à Saint-Pétersbourg[réf. souhaitée].
Elle a commencé la pole dance à l’âge de 8 ans et demi, après quelques semaines d’entrainement, elle s’est retrouvée sur la scène du gala du studio Trash à Saint-Pétersbourg. En 5 ans, Olga est devenue une athlète reconnue à l'international,. Elle remportera la première place dans la catégorie junior aux championnats du monde à Londres en 2013 ainsi que de nombreux autres prix. Elle est devenue la référence dans la catégorie Junior.

## Palmarès
- Vainqueur catégorie junior – IPSF World sports championship 2013 London
- Championne de Russia (catégorie adulte) – 2013 Krasnodar, Russie.
- Gagnante du concours TV russe ‘Minute of Fame’ en 2014.
- Vainqueur catégorie junior –  PoleArt Chypre 2014, Limassol
- Vainqueur Elite femmes – Pole Art France 2015, Bordeaux
- Vainqueur catégorie Stars – Pole Art Chypre 2015, Limassol
- Vainqueur catégorie junior – Pole Art Italie 2016, Milan
- Finaliste Top Stars – Pole Dance Championship 2016, Prague
- Vainqueur catégorie Stars – PoleArt Chypre 2016, Limassol[5]